# Stenslätten
Stenslätten är en bebyggelse på norra Värmdölandet omkring färjeläget mot Rindö i Värmdö kommun. SCB avgränsade här 2020 en småort.